# Saitama
Saitama (さいたま市, Saitamashi) är residensstad i Saitama prefektur i Japan. Den ingår i Tokyos storstadsområde och har cirka 1,2 miljoner invånare. Staden bildades 2001 genom en sammanslagning av städerna Urawa, Ōmiya och Yono. 2005 slogs även Iwatsuki ihop med Saitama. Staden ligger cirka 30 kilometer från centrala Tokyo. Staden har även goda förbindelser norrut via snabbtåg, Shinkansen, och är hemstad för universitetet Saitama Daigaku.

## Administrativ indelning
Saitama är sedan 2003 en av landets numera tjugo signifikanta städer med speciell status (seirei shitei toshi). 
och delas som sådan in i administrativa stadsdelar (japanska: 区?, ku).  Saitama består av tio stadsdelar som fick administrativa färger tilldelade i april 2005.
|     |             |        | Färg         | Invånare 1 oktober 2015 | Area (km²) | Karta |
| --- | ----------- | ------ | ------------ | ----------------------- | ---------- | ----- |
| ■1  | Chūō-ku     | 中央区 | rosenröd     | 98 750                  | 8,39       |       |
| ■2  | Iwatsuki-ku | 岩槻区 | ockra        | 109 834                 | 49,17      |       |
| ■3  | Kita-ku     | 北区   | mörkgrön     | 143 628                 | 16,86      |       |
| ■4  | Midori-ku   | 緑区   | grön         | 116 562                 | 26,44      |       |
| ■5  | Minami-ku   | 南区   | citrongul    | 180                     | 13,82      |       |
| ■6  | Minuma-ku   | 見沼区 | himmelsblå   | 162 013                 | 30,69      |       |
| ■7  | Nishi-ku    | 西区   | blå          | 87 156                  | 29,12      |       |
| ■8  | Ōmiya-ku    | 大宮区 | orange       | 113 794                 | 12,80      |       |
| ■9  | Sakura-ku   | 桜区   | körsbärsrosa | 97 943                  | 18,64      |       |
| ■10 | Urawa-ku    | 浦和区 | röd          | 154 393                 | 11,51      |       |

## Sport
På Saitama Stadium, stadens största arena och hemmaarena för laget Urawa Red Diamonds, spelades matcher i fotbolls-VM 2002. Staden har två lag i J-League, ovan nämnda Urawa samt Omiya Ardija. Urawa blev 2006 för första gången japanska mästare.
Även Saitama Super Arena är en stor, flexibel, arena som hyser mellan 10 000 och 37 000 åskådare beroende på evenemang.
Saitama Broncos spelar i bj-league i professionell basket.
Världsmästerskapen i konståkning anordnas i staden 2019.

## Fria bilder och annan media
- Wikimedia Commons har media som rör Saitama.